# البقرة (فلم)
البقرة (بالفارسية: گاو) هو فيلم إيراني أنتج عام 1969 وأخرجه داريوش ميهرجويي وكتبه غلام حسين ساعدي اقتباسا من مسرحيته وروايته. يعتبر الفيلم من أول أفلام الموجة الجديدة في السينما الإيرانية.